# Sokółka
Sokółka este un oraș în Polonia (Voievodatul Podlasia). Este centrul administrativ al districtului omonim și are cca 20 mii de locuitori.